# Dacia Arcaráz
Dacia del Pilar Arcaráz González, nome completo de Dacia Arcaráz (8 de março de 1967) é uma atriz mexicana, filha da também atriz Dacia González. Já participou de diversas telenovelas conhecidas, além de séries e filmes.
Entre 1987 a 1988, participou do seriado Ah que Kiko, interpretando a menina "Nena", amiga do protagonista Kiko (Carlos Villagrán).

## Filmografia

### Telenovelas
- Por siempre mi amor (2013/14) .... Ágatha
- Un refugio para el amor (2012) .... Flor
- Una familia con suerte (2011) .... Ofelia Ávalos
- Mi pecado (2009) .... Irene Valenzuela
- Mañana es para siempre (2008) .... Margarita Campillo
- Yo amo a Juan Querendón (2007) .... Yadira del Pilar Cachón de la Cueva
- Amarte es mi pecado (2004) .... Diana Salazar
- Bajo la misma piel (2003) .... Erika Godínez
- María Belén (2001) .... Malena
- Abrázame muy fuerte (2000) .... Gema
- El niño que vino del mar (1999) .... Remedios
- Desencuentro (1997) .... Lolita
- Mi querida Isabel (1996) .... Julia
- La antorcha encendida (1996) .... María Antonieta Morelos
- Cañaveral de pasiones (1996) .... Rosario "Chayo"
- Pobre niña rica (1995) .... Norma (1995-1996)
- Caminos cruzados (1995) .... Marilú
- Entre la vida y la muerte (1993) .... Arlette
- Vida robada (1991) .... Leonor Carvajal
- Cadenas de amargura (1991) .... Monja
- La pícara soñadora (1991) .... Susana

### Filmes
- Como quien pierde una estrella (2005)
- Por un puñado de tierra (2002)
- Loco corazón (1998)
- Raíces de odio (1997)
- Campeón (1997)
- Condena para un inocente (1995)
- Sin retorno (1995)
- Los ángeles de la muerte (1995)
- Horas violentas (1992) .... Clarisa
- Dos fuerzas (1992)
- Pánico (1991)
- Secta satánica: El enviado del Sr. (1990)
- Triste juventud (1990)
- Comando de federales (1990) .... Griega
- Ruleta mortal (1990) .... Romina
- El Noa Noa (1980)

### Séries
- ¡Ah qué Kiko! (1987-1988) como: La Nena
- La jaula .... Apolonia (1 episodio: Los Big T* La  acos, 2004)
- La rosa de Guadalupe
- Déjate Llevar - Elvira
- La Casa Chica - Roberta
- Un Corazón Completo - Berenice
- Con voluntad - Norma
- Amar a mi propia hermana -
- Corazón noble - Nadia
- Cartas a un amor perdido -
- La luz de la luciérnaga: El síndrome de Asperger -
- Como dice el dicho
- Mujer, casos de la vida real (2 episodios, 1994-2003)
- XHDRBZ (2002)
- Derbez en cuando (1999)
- Plaza Sésamo - Aída (1995-1997)